# ThinkPad T420
ThinkPad T420 to model z serii T4x0. Jest grubszym wariantem T420s i następcą T410. Produkowany był od lutego 2011 do grudnia 2012 przez firmę Lenovo.

## Specyfikacja techniczna[2]

### Procesory
- Intel Core i3-2310M (2,10 GHz, 3 MB L3, magistrala FSB 1333 MHz)
- Intel Core i5-2410M (2,30 GHz, 3 MB L3, magistrala FSB 1333 MHz)
- Intel Core i5-2430M (2,40 GHz, 3 MB L3, magistrala FSB 1333 MHz)
- Intel Core i5-2520M (2,50 GHz, 3 MB L3, magistrala FSB 1333 MHz)
- Intel Core i5-2540M (2,60 GHz, 3 MB L3, magistrala FSB 1333 MHz)
- Intel Core i7-2620M (2,70 GHz, 4 MB L3, magistrala FSB 1333 MHz)

### Procesor graficzny
- Grafika Intel HD 3000
- NVIDIA NVS 4200M, 1 GB VRAM, Optimus

### Matryca
- 14,1″ HD 1366×768, 220 nitów
- 14,1″ HD+ 1600×900, 220 nitów

### Nośniki danych
Interfejs: SATA
- Dysk twardy 160 GB (7200 obr./min)
- Dysk twardy 250 GB (5400/7200 obr./min)
- Dysk twardy 320 GB (5400/7200 obr./min)
- Dysk twardy 500 GB (7200 obr./min)
- Dysk SSD 80 GB
- Dysk SSD 128 GB
- Dysk SSD 160 GB

### Rozszerzenia
- DVD-ROM
- Połączony napęd CD-RW/DVD-ROM
- Nagrywarka DVD-RAM/RW Super Multi Burner
- Adapter HDD/SSD Ultrabay

### Interfejsy
- 1x DisplayPort
- 1x ExpressCard/34
- 1x Złącze dokujące
- 1x Modem
- 1x LAN
- 1x Kensington Lock
- 1x FireWire
- 1x VGA
- 2x USB 2.0
- 1x Aktywny USB 2.0
- 1x eSATA/USB
- 1x Wejście Słuchawkowe/wejście mikrofonowe
- WWAN 3G (w zestawie/możliwość rozbudowy w wybranych modelach)
- Czytnik kart 4-w-1
- Czytnik kart inteligentnych (w zależności od modelu)

### Pojemności akumulatora
- Bateria 4-ogniwowa, bateria Think Pad 55 (42T4883, 42T4885)
- 6-ogniwowa bateria 57Wh, ThinkPad Battery 55+ (42T4791, 42T4793, 42T4795, 42T4911)
- 9-ogniwowa bateria 94Wh, ThinkPad Battery 55++ (42T4799, 42T4801, 42T4912)
- Bateria 6-ogniwowa, bateria ThinkPad 26+ (42T4817, 42T4819)
- 9-ogniwowa bateria 94 Wh, ThinkPad Battery 27++ (9-ogniwowy kawałek)

### Wymiary i waga
- 340 × 229,8 × 29,9 do 30,4 mm
- od 2,24 kg

## Cechy szczególne
- UltraNav
- Wbudowany podsystem zabezpieczeń Lenovo 2.0
- Lenovo Active Protection System (w modelach z dyskiem twardym)
- Czujnik odcisków palców (w niektórych modelach)
- Intel vPro (w wybranych modelach)
- Kamera internetowa 720p (w wybranych modelach)

## Najczęściej występujące trudności techniczne[3]
- Problem z wsadem BIOSU. Objawy: brak obrazu na matrycy w trakcie uruchamiania laptopa, brak reakcji na przycisk włącznika.
- Uszkodzona pamięć RAM. Objawy: niestabilność działania, brak obrazu na matrycy, znaki świetlne, dźwięki sygnałowe.
- Uszkodzony układ zasilania. Objawy: brak reakcji na ładowarkę, migająca dioda ładowania.